# Ферреро, Паоло
Паоло Ферреро (ит. Paolo Ferrero, род. 17 ноября 1960, Помаретто) — итальянский политик, с 2008 г. — глава Партии коммунистического возрождения. Министр социальной солидарности с 17 мая 2006 по 8 мая 2008.

## Биография
Паоло Ферреро родился в коммуне Помаретто провинции Турин. Бывший работник FIAT, он начал свою политическую карьеру в возрасте 17 лет, вступив в партию «Пролетарская демократия». В отличие от большинства членов партии, Ферреро религиозен и является членом Вальденсианской Евангельской церкви. Он был лидером юношеской Вальденсианской федерации до 1987 года, когда он полностью ушёл в политику. Он был членом городского совета Турина с 1993 по 1997 год. Ферреро женат, у него двое детей.
В 2006 году был впервые избран в парламент. Он был избран депутатом ПКВ в избирательном округе Пьемонт II. 17 мая 2006 года, при формировании второго правительства Проди, был назначен Министром социальной солидарности, уполномоченного в сфере социальной политики, политики миграции. В июне 2006 года он покинул пост депутата и был заменен на Анна-Мария Чешут.
Во время пребывания в министерстве Паоло Ферреро, происходит увеличение ресурсов для национальной гражданской службы. Среди основных законопроектов, представленных им, был законопроект о внесении изменений в закон Босси-Фини об иммиграции, написанный совместно с министром внутренних дел Джулиано Амато.
Что касается наркомании, то в июне 2006 года было предложено создать в Италии так называемые «shooting room» (уже активированы в Германии) в рамках политики «снижение вреда»: это предложение вызывало столько споров, что сразу же было заброшен.
18 февраля 2008 года он резко выступает против самопровозглашенной независимости Косово: он является единственным министром правительства, занимающим эту позицию.
27 июля 2008 года Ферреро был избран секретарем Партии коммунистического возрождения.